# ملانوسیس کولی
ملانوزیز کولی، یا سودوملانوزیز کولی، به عارضه ناشی از پیگمنتاسیون دیواره کولون گفته می‌شود که معمولاً ممکن است در زمان کولونوسکوپی دیده شود. این عارضه، خوش‌خیم است و معمولاً به عنوان بیماری در نظر گرفته نمی‌شود. پیگمانهای قهوه‌ای، حاصل تجمع لیپوفوشین درون ماکروفاژها می‌باشد و ارتباطی به ملانین ندارد.

## علت
شایع‌ترین علت ایجاد ملانوزیز کولی، استفاده بیش از حد ملین ها - به خصوص ملین‌های حاوی آنتراکوینونها مانند سنا، آلوئه‌ورا و ساید گلیکوزیدهای گیاهی است. این ملین‌ها بدون جذب شدن، به روده بزرگ رسیده و در آن‌جا به فرم فعال تبدیل می‌شود. این ترکیبات فعال شده، باعث تخریب سلول‌های روده و آپوپتوز (نوعی مرگ سلولی) می‌گردند. این سلول‌های تخریب شده، به صورت اجسام پیگمانته تیره می‌گردد که توسط سلول‌های ماکروفاژ برداشته می‌شود. زمانی که تعداد مناسبی از سلول‌ها آسیب دیده شوند، نمای مشخص ملانوزیز کولی در دیواره کولون دیده می‌شود.

## پیش‌آگهی
تاکنون عارضه‌ای به علت ملانوزیز کولی اثبات نشده است. اگرچه ارتباطی مشخصی بین این وضعیت و پیدایش سرطان گزارش نشده است، با این حال برخی مطالعات به ارتباط ملانوزیز کولی و پولیپهای غیرآدنومایی و آدنومای با گرید پایین و بروز بیشتر زخم‌های دیستال ایلئوم اشاره کرده‌اند.